# Бели пресеки
Бели пресеки, Пресеките (на гръцки: Πρεσέκι) е планински проход на границата на Серско и Драмско в Северна Гърция, свързващ Търлиската котловина и Крушовската котловина. Седловината разделя планините Алиботуш и Черна гора при най-малка височина 1150 m.
През Бели пресеки минава път с почвена настилка, свързващ селищата Търлис, Каракьой, Кърчово и Крушево. Основна комуникационна артерия по времето на Османската империя, днес пътят има само местно значение.